# Edwards County (Kansas)
Edwards County ist ein County im Bundesstaat Kansas der Vereinigten Staaten. Der Verwaltungssitz (County Seat) ist Kinsley. Das U.S. Census Bureau hat bei der Volkszählung 2020 eine Einwohnerzahl von 2907 ermittelt.

## Geographie
Das County liegt etwas südwestlich des geographischen Zentrums von Kansas und hat eine Fläche von 1611 Quadratkilometern ohne nennenswerte Wasserfläche. Es grenzt im Uhrzeigersinn an folgende Countys: Pawnee County, Stafford County, Pratt County, Kiowa County, Ford County und Hodgeman County.

## Geschichte
Edwards County wurde am 7. März 1874 aus Teilen des Kiowa County gebildet. Benannt wurde es nach John H. Edwards, einem US-amerikanischen Politiker.
3 Bauwerke des Countys sind im National Register of Historic Places eingetragen.

## Demografische Daten

Alterspyramide des Edwards Countys (Stand: 2000)

Nach der Volkszählung im Jahr 2000 lebten im Edwards County 3449 Menschen in 1455 Haushalten und 955 Familien im Edwards County. Die Bevölkerungsdichte betrug 2 Einwohner pro Quadratkilometer. Ethnisch betrachtet setzte sich die Bevölkerung zusammen aus 92,52 Prozent Weißen, 0,32 Prozent Afroamerikanern, 0,49 Prozent amerikanischen Ureinwohnern, 0,32 Prozent Asiaten und 5,57 Prozent aus anderen ethnischen Gruppen; 0,78 Prozent stammten von zwei oder mehr Ethnien ab. 9,71 Prozent der Bevölkerung waren spanischer oder lateinamerikanischer Abstammung.
Von den 1455 Haushalten hatten 28,7 Prozent Kinder unter 18 Jahren, die mit ihnen gemeinsam lebten. 56,3 Prozent waren verheiratete, zusammenlebende Paare, 6,0 Prozent waren allein erziehende Mütter und 34,3 Prozent waren keine Familien. 32,0 Prozent aller Haushalte waren Singlehaushalte und in 17,3 Prozent lebten Menschen mit 65 Jahren oder darüber. Die Durchschnittshaushaltsgröße betrug 2,33 und die durchschnittliche Familiengröße betrug 2,94 Personen.
24,6 Prozent der Bevölkerung waren unter 18 Jahre alt. 6,7 Prozent zwischen 18 und 24 Jahre, 25,1 Prozent zwischen 25 und 44 Jahre, 22,8 Prozent zwischen 45 und 64 Jahre und 20,8 Prozent waren 65 Jahre alt oder älter. Das Durchschnittsalter betrug 41 Jahre. Auf 100 weibliche Personen kamen 97,5 männliche Personen. Auf 100 erwachsene Frauen ab 18 Jahren kamen 95,8 Männer.
Das jährliche Durchschnittseinkommen eines Haushalts betrug 30.530 USD, das Durchschnittseinkommen einer Familie betrug 38.250 USD. Männer hatten ein Durchschnittseinkommen von 27.050 USD, Frauen 20.132 USD. Das Prokopfeinkommen betrug 17.586 USD. 7,0 Prozent der Familien und 10,4 Prozent der Bevölkerung lebten unterhalb der Armutsgrenze.

## Orte im County
- Ardell
- Belpre
- Centerview
- Fellsburg
- Hodges
- Kinsley
- Lewis
- Nettleton
- Offerle
- Trousdale

Townships
- Belpre Township
- Franklin Township
- Jackson Township
- Kinsley Township
- Lincoln Township
- Logan Township
- North Brown Township
- South Brown Township
- Trenton Township
- Wayne Township